# Thapsagus
Thapsagus pulcher es una especie de araña araneomorfa de la familia Linyphiidae. Es el único miembro del género monotípico Thapsagus.

## Distribución
Se encuentra en Madagascar.